# Транебергсбрун
59°20′01″ пн. ш. 17°59′42″ сх. д. / 59.33361111° пн. ш. 17.995° сх. д.
Транебергсбрун (швед. Tranebergsbron) —  комбінований автомобільний і метро міст, потрійний арковий міст у центрі Стокгольма, Швеція. 
Міст перетинає протоку Транебергсунд, та сполучає острів Кунгсгольмен із західним передмістям Бромма. 

## Сьогоднішній міст
Транебергсбрун відкрито 31 серпня 1934 року після трьох років будівництва. 
Це бетонна аркова конструкція з трьох паралельних арок з горизонтальним кліренсом 181 м. 

Цей проліт був найдовшим бетонним арковим мостом у світі на той час. 
Міст Транеберг має довжину 450 м і кліренс 25,2 м, що робить його лише на 80 см нижчим за Вестербрун. 
Як і на Вестербруні, який відкрито 1935 року, інженерами-будівельниками були Ернст Нільссон і Салмон Касарновський, а архітекторами — Пол Гедквіст і Девід Даль.
Високе транспортне навантаження та зимова сіль на дорозі поступово призвели до значних пошкоджень мосту. 
Тому в середині 1990-х довелося обмежити інтенсивний рух. 
Нарешті, було вирішено побудувати ще один, третій арковий мосту, і ґрунтовно відремонтувати існуючі проїжджі частини та підпірні стіни аж до арок, що було практично так само, як будувати нову частину цих частин. 
Роботи розпочалися 22 лютого 1999 року, а 31 серпня 2005 року «новий» Транебергсбрун був урочисто знову відкритий кронпринцесою Вікторією. 
Витрати склали приблизно 90 мільйонів євро.
На початок 2020-х рух метро проходить найпівнічнішим мостом, середній міст використовується для руху на захід з міста, а новий південний міст використовується для пішоходів, велосипедистів і транспорту на схід у напрямку міста.